# Wind Point
Wind Point é uma vila localizada no estado norte-americano de Wisconsin, no Condado de Racine.

## Demografia
Segundo o censo norte-americano de 2000, a sua população era de 1853 habitantes.
Em 2006, foi estimada uma população de 1829, um decréscimo de 24 (-1.3%).

## Geografia
De acordo com o United States Census Bureau tem uma área de
3,6 km², dos quais 3,2 km² cobertos por terra e 0,4 km² cobertos por água.

## Localidades na vizinhança
O diagrama seguinte representa as localidades num raio de 16 km ao redor de Wind Point.